# Васильківський фаховий коледж Державного університету «Київський авіаційний інститут»
Васильківський фаховий коледж Державного університету «Київський авіаційний інститут» — створений у 2006 році, однак його історія починається ще з 1933 року в складі Київського інституту ВПС.
Підготовка фахівців у коледжі здійснюється досвідченим викладацьким складом у лекційних аудиторіях, класах, кабінетах та лабораторіях, які оснащені зразками авіаційної техніки, електронними пристроями та технічними засобами навчання.
Васильківський коледж ДУ «КАІ» проводить підготовку фахівців для державних підприємств та установ, на основі базової загальної середньої освіти (випускники 9 класу) як коштом державного бюджету, так і за контрактом.

## Історична довідка
Васильківський навчальний заклад має багаторічну історію з підготовки фахівців середньої ланки. Він був створений у довоєнні часи відповідно до вимог Директиви начальника Генерального штабу Червоної Армії від 21.11.1940 р. і мав назву Васильківська авіаційна школа механіків.
Випускники Васильківської авіашколи брали активну участь на фронтах німецько-радянської війни, забезпечуючи якісну експлуатацію та ремонт авіаційної техніки.
У 1951 році Васильківська авіашкола була перетворена у Васильківське військове авіаційно-технічне училище, яке займало провідне місце в СРСР з підготовки військових фахівців для стройових частин ВПС за спеціальністю «Літаки та двигуни».
В результаті реформування військової освіти в Україні Васильківське військове авіаційно-технічне училище пройшло декілька перетворень, а саме:
- починаючи з 1993 року ввійшло до складу Київського інституту ВПС як 7 факультет з підготовки молодших спеціалістів з розширеним переліком спеціальностей: авіаційне обладнання, літак та двигун, авіаційне озброєння, радіоелектронне обладнання, пально-мастильні матеріали, авіаційно-технічне майно;
- у 2000 році був створений окремий навчальний заклад — Васильківський коледж ВПС;
- у 2006 році замість Васильківського коледжу ВПС почалося створення цивільного вищого навчального закладу — Васильківського коледжу Національного авіаційного університету і у вересні 2007 року був здійснений 1 набір цивільної молоді у кількості 81 особи.[2]

## Інформація про структурний підрозділ

### Спеціальності
- Технічне обслуговування повітряних суден
- Обслуговування пілотажно-навігаційних комплексів
- Технічна експлуатація радіоелектронного устаткування повітряних суден
- Обслуговування систем управління та автоматики
- Менеджмент
- Соціальна робота
- Розробка програмного забезпечення

### Керівництво
- Начальник коледжу — Постніков Олександр Олексійович
- Заступник з навчально-виховної роботи — Степаненко Михайло Анатолійович
- Заступник начальника коледжу з виробничого навчання — Хворост Олександр Іванович
- Заступник з адміністративно-господарської роботи — Косановський Сергій Петрович
[3]

### Викладацький склад
| Загальна кількість викладачів | Чисельність кандидатів наук (кандидат) |
| ----------------------------- | -------------------------------------- |
| 60                            | 3                                      |

## Випускники
- Глубоков Володимир Петрович (1978—2015) — майор Збройних сил України, учасник російсько-української війни.
- Зубач Олександр Лукашович (1980—2022) — військовий льотчик, підполковник Збройних сил України, учасник російсько-української війни.

## Контакти
Київська область, м. Васильків, вул. Декабристів, 40, 08603,